# مقاطعة مونتغومري (ميزوري)
مقاطعة مونتغومري (بالإنجليزية: Montgomery County) هي إحدى المقاطعات في ولاية ميزوري في الولايات المتحدة الأمريكية.